# Krbavsko polje
Krbava je mikroregija u Hrvatskoj, a spada u regiju Lika. Prostor Krbave obuhvaća sjeveroistočni dio Ličko-senjske županije s prostorom općina Udbina i Plitvička Jezera. Središte mikroregije je naselje Udbina.

## Zemljopis
Ime Krbava potječe od starohrvatskog naziva "Grbava" što je ime za neravan prostor.
Zemljopisno gledano Krbava je visoravan sjeveroistočne Like s prosječnom nadmorskom visinom od 723 m. Krbavsko polje, 658 metara Bijelo polje, te okolnim vrhovima Lička Plješivica 1646 m., Trovrh 1620 m., Ozeblin 1657 m.
Osim središnje doline Krbavskog polja Krbava obuhvaća i okolne manje doline kao što su Podlapačko polje i Bijelo polje gdje je smještena Korenica, zatim gorske masive Ličke Plješivice na istoku, Male Kapele s Plitvičkim jezerima na sjeveru, mikroregiju Otuča s prostorom doline Gračaćko polje koja se proteže do Lovinca na jugu, te Srednjo Lički hrbet s vrhom od 1267 m. na zapadu prema Gospiću.

## Povijest
Krbava ima izrazito slavnu i nadasve burnu povijest, te neprocjenjivu važnost za hrvatski narod što potvrđuju mnogobrojni povijesni zapisi i isprave. U srednjem vijeku na prostoru današnje Krbave postojala je Krbavska biskupija kao središnja upravna institucija koja ja imala izuzetno važan politički položaj u srcu hrvatskog kraljevstva. 
Na Krbavskom polju pod zidinama starohrvatskog grada Udbina odigrala se jedna od najvećih bitaka između turske vojske i vojske hrvatskoga plemstva: Krbavska bitka. Prema zapisima boj je započeo 9. rujna 1493. u 9 sati. Pod zapovjedništvom hrvatskoga Bana Derenčina. Ban Derenčin je prije početka samog boja sa svojom vojskom napustio povoljan položaj ispod utvrde Udbina na vrhu brda i spustio se u podnožje. Tamo je rasporedio svoje snage u klasičan bojni poredak s pješaštvom u sredini i konjicom na krilima. Zapovjedništvo na krilima prepustio je Frankopanima i jajačkom banu, a sam je zadržao zapovjedništvo nad sredinom. Jakub paša je Ismail-begu povjerio manju jedinicu za prvi (fingirani) napad, Mehmed-begove ljude poslao u obližnju šumu u zasjedu, a za sebe je zadržao najveću jedinicu za glavni napad.
Ismail-beg je oko tisuću najiskusnijih konjanika formirao u klin i poveo u juriš na slabo opremljene prve redove pješaštva. Pod udarcima kopita podigao se strahovit oblak prašine, pa branitelji nisu mogli procijeniti koliko Turaka u napadu ima. Kad se jedinica približila, pokazalo se, na sveopće zaprepaštenje, da su Turci teško oklopljeni kacigama i kirasama, te naoružani helebardama. Udar je bio žestok, ali nakon početnog šoka hrvatske snage su se konsolidirale i počele odbijati turski napad. Međutim Ismail-beg je prema planu naredio povlačenje svoje jedinice.
Mamac je uspio iznad svih očekivanja. Ponesene iluzijom da dobivaju bitku pješačke jedinice su se dale u potjeru za Turcima. Kako zapovjednici nisu uspjeli održati preglednost i disciplinu, jedan po jedan naredili su potjeru, kako bi se održala kakva-takva kompaktnost vojske. Uskoro je cijela vojska bila za petama Ismail-begovim mamcem. Kad su i posljednji branitelji protrčali pokraj šume u kojoj je bila zasjeda iz nje su izjahali Mehmed-begovi konjanici i uz divljačke povike udarili na začelje. U istom trenutku, prva turska jedinica manevrirala je udesno i tako oslobodila put za glavninu s Jakub-pašom na čelu, koja je već jurišala naprijed. Udar glavnine bio je iznenadan i silovit. U hrvatskim redovima nastali su sveopća pomutnja i šok, koji su se pojačali kad je Ismail-beg napravio još jedan manevar i udario hrvatsku vojsku s lijeva. Kako je s desne strane bile rijeka Krbava, Hrvati su se našli u potpunom okruženju.
Mnoge jedinice pružile su ljuti otpor, ali on nije dugo trajao. Slabo opremljeno pješaštvo teško je dolazila do izražaja, gažena kopitima i turskih i hrvatskih konja, a feudalna konjica, znatno teža od turske, bila je prespora za efikasan protunapad. Neki su knezovi pali već na samom početku bitke, a kada je poginuo Ivan Frankopan nastala je panika. Ubrzo je, pavši s konjem, zarobljen ban Derenčin (osim njega zarobljeni su i knezovi Nikola Frankopan Tržački i Karlo Gušić), a Bernardin Frankopan se spasio bijegom. Bez zapovjedništva, i ostatak vojske se dao u bijeg, u kojem je dio posječen ili zarobljen, a dio se utopio u rijeci. Navodno je od preko deset tisuća preživjelo svega dvije stotine vojnika. Turski gubici su nepoznati (iako postoji procjena od oko tisuću vojnika).